# Опря Анатолій Олександрович
Анато́лій Олекса́ндрович О́пря (* 25 листопада 1977, Іллічівськ, нині Чорноморськ) — український футболіст, півзахисник ФК «Балкани».

## Біографія
Вихованець іллічівського футболу. Перший тренер — В. Яковлев. На професійному рівні почав виступи навесні 1996 року у складі місцевого «Портовика» у другій лізі чемпіонату України. Згодом переїхав до Росії, де протягом 1998—2002 років виступав у клубах «Жемчужина» (Сочі), «Кристал» (Смоленськ) та «Рубін» (Казань).
Повернувся до України навесні 2003 року, уклавши контракт з головною командою Одещини — «Чорноморцем». Дебютував у вищій лізі чемпіонату України 9 березня 2003 року у грі проти луцької «Волині» (перемога 2:0), відзначився у цьому матчі забитим голом. На початку сезону 2004/05 переїхав до Харкова, де спочатку виступав за «Металіст», а згодом за «Арсенал» (з 2005 року клуб перереєстрований як ФК «Харків»).
З 2007 року захищав кольори «Кривбаса». Спочатку був постійним гравцем стартового складу команди, згодом втратив місце в основі, в сезоні 2009—2010 у матчах чемпіонату України виходив на поле лише 4 рази. Того ж сезону залишив криворізький клуб.
У вересні 2010 року підписав контракт з першоліговим овідіопольським «Дністром»